# Монјумент (Колорадо)
Монјумент (енгл. Monument) град је у америчкој савезној држави Колорадо.

## Демографија
По попису из 2010. године број становника је 5.530, што је 3.559 (180,6%) становника више него 2000. године.
| Група             | 2000.         | 2010.         |
| Белци             | 1.734 (88,0%) | 4.616 (83,5%) |
| Афроамериканци    | 18 (0,9%)     | 92 (1,7%)     |
| Азијати           | 19 (1,0%)     | 143 (2,6%)    |
| Хиспаноамериканци | 152 (7,7%)    | 461 (8,3%)    |
| Укупно            | 1.971         | 5.530         |